# Nino Borsari
Nino Borsari (ur. 14 grudnia 1911 w Cavezzo, zm. 31 marca 1996 w Carlton w Australii) – włoski kolarz torowy i szosowy, złoty medalista olimpijski.

## Kariera
Największy sukces w karierze Nino Borsari osiągnął w 1932 roku, kiedy wspólnie z Marco Cimattim, Paolo Pedrettim i Alberto Ghilardim zdobył złoty medal w drużynowym wyścigu na dochodzenie podczas igrzysk olimpijskich w Los Angeles. Był to jedyny medal wywalczony przez Borsariego na międzynarodowej imprezie tej rangi, był to także jego jedyny start olimpijski. Startował również w wyścigach szosowych, zajmując między innymi drugie miejsce w klasyfikacji generalnej wyścigu Mediolan–Modena. Nigdy nie zdobył medalu na szosowych ani torowych mistrzostwach świata. W 1939 roku wyemigrował do Australii, gdzie otworzył sklep rowerowy w Melbourne.